# Hugó Károly
Hugó Károly, eredeti neve Bernstein Hugó Károly (Pest, 1808. szeptember 1. – Milánó, 1877. november 13.) magyar drámaíró.
Születéséről eltérő időpontok találhatók, a legvalószínűbb, hogy 1808. szeptember 1-jén született. Több életrajzi lexikon 1806 körüli időpontra datálja születését.

## Élete
Budai zsidó család sarja volt. Apja kereskedőnek szánta, őt a színészet érdekelte. Gimnáziumi tanulmányait Budapesten és Szegeden végezte el, majd először Pesten filozófiát tanult, utána Bécsben elvégezte az orvosi egyetemet, sebészi végzettséget szerzett. Tanulmányai befejezése után katonaorvosnak állt be a császári seregbe.
Így kerül egy lengyelországi állomáshelyre, s ott éri a lengyel szabadságharc kitörése. Belépett a lengyel hadseregbe, orvosként végigharcolta a háborút a cári hadsereg ellen. A lengyel hadseregben helytállásáért kitüntetést kapott.
A lengyel szabadságharc bukása után orosz fogságba esett. Megszökött, és Pestre ment. 1832-től Pesten orvosként dolgozott, mint sebész, a nagy kolerajárvány idején mint homeopata.
1839-ben Samuel Hahnemann meghívására Párizsba ment, ahol gyerekkori szenvedélye, a színházak iránta vágya erősebbnek bizonyult, mint orvosi hivatása. Drámaíró lett.
1840-ben Hamburgba költözött és kiadta „Sehnsuchtsklänge eines Hagestolzen” művét.
A színházat meg akarta újítani. Mivel Hamburgban elutasították reformjait, 1844-ben Bécsben telepedett le. Orvosként kapott díjaiból kinyomtatta több drámáját, a „Brutus und. Lucretia”, a „Das Schauspiel der Welt”, Des Hauses Ehre és a „Der Stein der Weisen” címűeket 1844-ben.
Mivel a bécsi színházaknál is elutasításban részesült a darabjaival, így 1846-ban ismét Pestre költözött, újra megtanult magyarul.
A lengyel szabadságharcban való részvétele miatt tekintélye lett, barátai közé tartozott akkor több neves színész, valamint Egressy Gábor, Falk Miksa, Szigligeti Ede, akik felismerték a doktorban az irodalmárt is, akikre nagy hatást gyakorolt filozófiai ismereteivel.
Olvasták még bécsi orvosi hallgatóként németül írt drámáját, a Mátyás királyról szóló „Ein Ungarkönig”-et, valamint a „Brutus és Lukrécia” című zsarnokellenes drámáját, tehetségesnek tartották. Egressy Gábor és Falk Miksa magyarra fordították a műveket.
Ebben az évben verseskötet is kiadott, „Psalmen eines armen Poeten” címmel.
Még ebben az évben a Nemzeti Színház bemutatta az „Egy magyar király” címmel lefordított drámáját, az „Ein Ungarkönig”-et, mely sikeres lett, Bernstein doktor neve így lett Hugó Károly, és továbbiakban ezen a néven színpadi szerző.
A siker folytatódott, 1847-ben Pesten bemutatták a „Brutus és Lucretia” című drámáját is. A dráma szövegét fordítás után Egressy Gábor és Falk Miksa stilizálta.
1847-ben Európában a forradalmak szele fújdogált, őt is megérintette, így Franciaországba utazott. Jules Janin vette pártfogásába, aki felismerte írói tehetségét. Megismerkedett és összebarátkozott Liszt Ferenccel is.
Ekkor olvasta Bazancourt francia író egyik novelláját, ennek alapján kezdte megírni a „Bankár és báró” című drámáját, melyet csak németországi tartózkodása alatt fejezett be. A drámát német nyelven írta meg, mert ekkor Németországban tartózkodott. A művet később Falk Miksa fordította magyarra.
Kiadta két francia nyelven megírt drámáját (La comédie infernale, L'IIiado finie).
Szerette volna Párizsban a Magyarországon sikeresen bemutatott „Brutus és Lukréciát” színpadra vinni, de közben Franciaországban 1848 februárjában kitört a forradalom.
Lelkesen vetette magát az eseményekbe, magyar zászlóval járt, és magát kikiáltotta a magyar nép képviselőjének.
Mikor 1848-ban Magyarországon is kitört a forradalom, Liszt Ferenccel együtt agitált a magyar forradalom mellett. 1848-ban egy rövid időre hazalátogatott.
A francia forradalom bukása után Franciaországot el kellett hagynia. Mivel Magyarországon is elbukott a forradalom, így Németországba, Berlinbe utazott.
Ekkor fejezte be a „Bankár és báró” című, háromfelvonásos szomorújátékát.
Magyarországra az amnesztiarendelet kihirdetése után hazatért, ekkor fordította le a drámát Falk Miksa segítségével, a darab végleges szövege Egressy Gábor által nyerte el végleges alakját.
1859-ben Pesten bemutatták magyarul a „Bankár és báró” című darabját, majd Bécsben is németül. A darab hatalmas sikert aratott, így nemsokára Párizsban is megtörtént a bemutatása. Világhírű lett.
Ezek után véglegesen felhagyott orvosi pályafutásával és írói és színészi tevékenységet folytatott, Európát járta.
Nagyzási hóbortja kiújult, magát a világ legjobb írójának tartotta.
1861-től kísérletezett az általa kitalált, úgynevezett automimikai darabokkal, ahol a többszereplős darabokat egy személyben játszott el.
Nagyzási hóbortjai születtek, különc módon, feltűnően viselkedett.
1862-ben izgága vére nem majdnem a börtönig hajtotta. 1861-ben Berlinben görög antik ruhában többszemélyes darabot egyedül adott elő, melyet a közönség nem tolerált, és kinevette őt.
Ez annyira felháborította, hogy írt egy könyvet és 1862-ben kiadta (Das gemaßregelte Genie), melyben élesen bírálta a porosz államot és a királyt. Letartóztatták. A bírósági pert azonban elkerülte, őrültnek tettette magát. Ez olyan jól sikerült neki, hogy a német orvosok beszámíthatatlannak nyilvánították, ezért csak berlini kiutasításban lett része.
Az, hogy valóban tettette-e magát, vagy valóban az elméjében kóros elváltozás volt, ma már nem deríthető ki. Egy biztos, viselkedésével a megháborodott képzetét keltette, zavaros filozófiai nézeteket vallott (ahogy nevezte: hugosophia, Hugologia, ezeket a nevéből képezte) és terjesztett,
Magát megváltónak képzelte, a világ legnagyobb drámaírójának és színészének.
Öltözködésben ez a gondolkodásmódja is tükröződött.
Ugyanakkor színházi ötletei meghökkentők voltak, többet évekkel később német rendezők meg is valósítottak. (Meiningen, Laube)
Lebilincselő elbeszélő volt, szellemes, kijelentései vagy meghökkentőek, vagy nevetségesek voltak, így fellépéseire a közönség szívesen ment be a színházba.
Többször is megfordult Pesten.
1863-ban Pesten mutatták be a „Calderon oder Liebe aus Verehrung” darabját. Ez volt az utolsó bemutató életében.
Élete utolsó éveiben Európa különböző országaiban tartott előadásokat, 1874-től az általa kantomimikának nevezett előadásokkal lépett fel. (ebben operadarabokat adott elő egyszemélyi előadásmódban)
Milánóban egy előadásra készült a maga tervezte jelmezében, filozófia előadást akart tartani. Szívinfarktust kapott és azonnal a helyszínen meghalt.
1895-ben Milánóban levő sírját Giacomo Puccini váltotta meg.
Különc volt. Három nyelven írt, de mindig magyar írónak vallotta magát.

## Művei
- Mosaik; von Bernstein; Ludwig Schumann, Leipzig 1837-1838
- Die grosse Fibel, in zwei dramatischen Dichtungen. Das Schauspiel der Welt in vier Akten; Gedruckt bei Karl Ueberreuter, Wien 1844
- Brutus und Lucretia. Drama; Gerold, Wien, 1844
- Fibel der Ehre in zwei dramatischen Dichtungen. 1. Brurus und Lucretia; Überreuter, Wien 1845
- Psalmen eines armen Poeten; Heckenast, Pest, 1846
- Ein Ungarkőnig Historischen Drama; Heckenast-Wigand, Pesth–Leipzig 1847
- Egy magyar király. Történeti dráma; Heckenast, Pest 1847
- Brutus és Lucretia. Drama; Heckenast, Pest 1847
- Bankár és báró. Szomorújáték; Heckenast, Pest 1848